# Закон про содомію (1533)

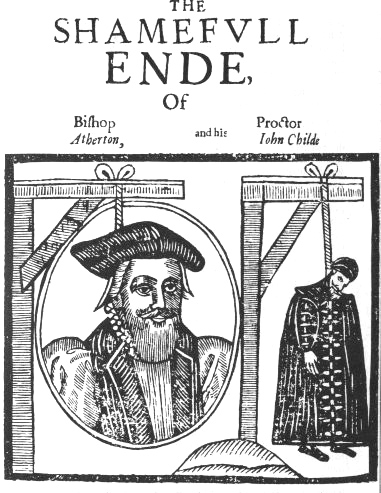
Священик Джон Атертон і його партнер Джон Чайлд були страчені через повішення в 1641 році.

Закон про содомію (англ. Buggery Act 1533) — англійський правовий акт 1533 року, який передбачав покарання у вигляді смертної кари за содомію, включаючи одностатеві сексуальні контакти, анальний секс і зоофілію. Винні у злочині засуджувалися до страти через повішення. У разі доведеної спроби вчинення зазначених діянь обвинувачені каралися тюремним ув'язненням.
Закон визначав содомію (англ. buggery) як протиприродний статевий акт, який суперечить задумам Бога і людини. Пізніше закон був конкретизований і визначав содомію як анальні зносини між двома чоловіками або між чоловіком і жінкою, а також анальні або вагінальні зносини між людиною і твариною.
Закон був скасований в 1828 році законом Offences against the Person Act 1828. Проте, вже в 1861 році був прийнятий закон Offences against the Person Act 1861, який передбачав довічне тюремне ув'язнення за содомію. В 1967 році анальні сексуальні контакти між чоловіками були декриміналізовані в Англії. У 2003 році з прийняттям закону Sexual Offences Act 2003 англійське кримінальне право припинило поділяти анальні та вагінальні контакти, також із законодавства зникло саме поняття «содомія» (англ. Buggery).